# Acalolepta holotephra
Acalolepta holotephra es una especie de escarabajo longicornio del género Acalolepta, tribu Monochamini, subfamilia Lamiinae. Fue descrita científicamente por Boisduval en 1835.
Se distribuye por Islas Salomón y Vanuatu. Mide aproximadamente 22-25 milímetros de longitud. El período de vuelo de esta especie ocurre en los meses de marzo, junio, julio, septiembre, noviembre y diciembre.